# Letterio Cucinotta
Letterio Mario Cucinotta Piccolo (ur. 27 marca 1902 w Pace del Mela, zm. 9 października 1987 w Mesynie) – włoski kierowca wyścigowy.

## Kariera
W swojej karierze Cucinotta startował głównie w wyścigach Grand Prix. W 1930 roku wystartował w wyścigu Indianapolis 500, będącym w latach 1923-1930 jednym z wyścigów Grandes Épreuves. W samochodzie Maserati osiągnął linię mety na dwunastej pozycji. W 1933 roku był szósty w wyścigu Targa Florio oraz dwunasty w Grand Prix Trypolisu.